# Aspid GT-21 Invictus
Aspid GT-21 Invictus — спорткар с открытыми колёсами, выпущенный в 2013 году испанской автомобилестроительной компанией Aspid.

## Описание
Aspid GT-21 оснащён 4,4-литровым двигателем BMW V8 мощностью 450 л. с. Мощность передаётся на задние колёса через семиступенчатую трансмиссию с двумя сцеплениями или же шестиступенчатую механическую трансмиссию. Разгон до 100 км/ч составляет менее 3 секунд, а максимальная скорость — 301 км/ч.
Планировалось выпускать 250 моделей в год, однако модель так и не пошла в серию.

## Технические характеристики
| Модель                    | Aspid GT-21                         |
| Тип двигателя             | Бензиновый (V8)                     |
| Объём                     | 4361 см³                            |
| Мощность                  | 331 кВт (450 л. с.) при 8300 об/мин |
| Крутящий момент           | 440 Н·м при 3900 об/мин             |
| Привод                    | Задний                              |
| Трансмиссия               | 6-скор. МКПП                        |
| Трансмиссия (опционально) | 7-скор. DCT                         |
| Максимальная скорость     | 305 км/ч                            |
| Разгон до 100 км/ч        | <3,0 сек.                           |
| Разгон до 200 км/ч        | 10,6 сек.                           |
| Объём бака                | 72 л                                |